# Weasel Gap
Weasel Gap ist ein Gebirgspass mit einer Firnoberfläche und geringer Steigung im ostantarktischen Mac-Robertson-Land. In der Athos Range der Prince Charles Mountains stellt er die nordsüdliche Verbindung zwischen Mount Starlight und Mount Lacey dar.
Eine vom australischen Polarforscher John Mayston Béchervaise (1910–1998) geleitete Mannschaft entdeckte ihn im November 1955 bei einer Kampagne der Australian National Antarctic Research Expeditions (ANARE). Namensgeber ist der M29 Weasel, ein Kettenfahrzeug, das bei den ANARE zum Einsatz kam.